# 雅克馬爾-安德烈博物館
雅克馬爾-安德烈博物館（法語：Musée Jacquemart-André）是位於法國巴黎第8區的一座博物館。該博物館曾是愛德華·弗朗索瓦·安德烈（Édouard François André）和內莉·雅克馬爾（Nélie Jacquemart）的住宅，藏品也主要來自這兩個人收藏的畫作。目前博物館的所有權屬法兰西学会所有，自1996年開始，委由專業博物館經營公司Culturespaces負責營運管理。

## 歷史
來自於法蘭西第二帝國東南部尼姆，最富有的銀行家後裔愛德華·弗朗索瓦·安德烈，是狂熱的藝術品收藏家，自1864年開始，開始於他的豪宅聖保羅酒店（Hôtel de Saint-Paul）開始收藏各類藝術品，同年委託名建築師亨利·帕朗（Henri Parent）設計第二座私人豪宅，想要作為一個私人招待所和酒店。愛德華·弗朗索瓦·安德烈先以當時152萬法郎的資本，購得5,700平方米的土地，豪宅的建設自1869年開始至1875年竣工。

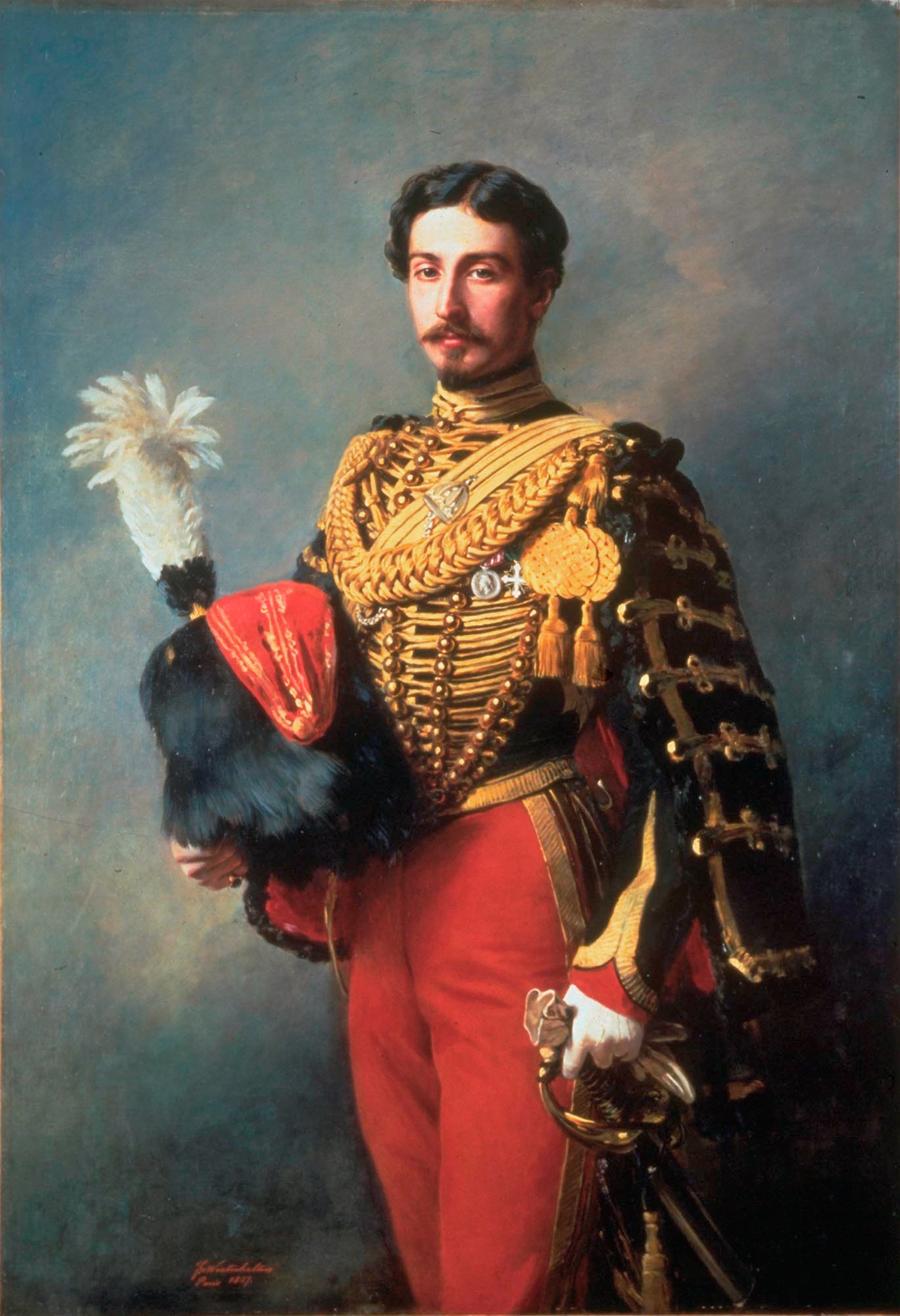
《愛德華·弗朗索瓦·安德烈肖像畫》(1857),弗朗兹·克萨韦尔·温特哈尔特（Franz Xaver Winterhalter）繪製，收藏於博物館內

1872年熱愛藝術的愛德華·弗朗索瓦·安德烈，先後買下美術公報（Gazette des beaux-arts）以及中央裝飾藝術聯盟（Les Arts décoratifs），他開始進行有計畫的藝術收藏規劃，收藏品包含18世紀的繪畫、雕塑、壁毯和藝術作品。1881年愛德華·弗朗索瓦·安德烈和年輕化家內莉·雅克馬爾共結連理，夫妻兩人持續進行他們的收藏，內利尤其對於意大利繪畫作品特別感興趣，因此收藏範圍又擴大到14世紀和15世紀的繪畫作品，延續到文藝復興時期。這個期間他們共收藏了137幅畫作，其中124幅作品為義大利畫作，而且他們都盡可能的在著宅內找展示位置，將收藏品通通公開展示陳列。
1894年豪宅主人安德烈去世，留下內莉繼續他們的收藏之路，內莉為求館藏能夠流芳百世，因此預立遺囑將整個豪宅轉贈給法兰西学会，而且為了讓後世人還能繼續欣賞這些作品，也要求法兰西学会必須將豪宅轉型為博物館。內莉於1912年去世後，將所有這些遺產和收藏品匯集在法兰西学会。自1913年遺屬生效之日起，法兰西学会和遺族成立的基金會：雅克馬爾-安德烈基金會，一直致力於保護、保護和所有收藏品，並將其完成轉型為博物館。
法兰西学会非常重視這個博物館的成立，很短的時間就完成所有場地和文件上的工作，同年當年的法國總統雷蒙德·龐加萊剪綵揭幕，雅克馬爾-安德烈博物館，正式開放給公眾參觀。
1995年法兰西学会將博物館的經營權，委託給博物館經營公司Culturespaces營運，該公司負責管理空間和收藏品，負責導覽、展覽、文化交流等藝文工作。

## 藝術品作者
雅克馬爾-安德烈博物館，收藏了下列畫家的作品：
- 伊莉莎白·維傑·勒布倫（Élisabeth-Louise Vigée Le Brun，1755 - 1842）
- 乔瓦尼·贝利尼（Giovanni Bellini，1430 - 1516）
- 弗朗切斯科·博蒂奇尼（Francesco Botticini，1446 - 1498）
- 盧卡·西諾雷利（Luca Signorelli，1441 - 1523）
- 奇馬·達·科內利亞諾（Cima da Conegliano，1459 - 1517）
- 彼得羅·佩魯吉諾（Pietro Perugino，1446 - 1523）
- 內里·迪比奇（Neri di Bicci，1419 - 1491）
- 維托里奧·克里韋利（Vittore Crivelli，1440 - 1502）
- 卢卡·德拉·罗比亚（Luca della Robbia，1399 - 1482）
- 保羅·烏切洛（Paolo Uccello，1397 - 1475）
- 喬瓦尼·安東尼奧·卡納爾（Giovanni Antonio Canal, Canaletto，1697 - 1768）
- 讓-馬克·納捷（Jean-Marc Nattier，1685 - 1766）
- 阿爾弗雷德·布歇（Alfred Boucher，1850 - 1934）
- 昆滕·马赛斯（Quinten Matsijs，1466 - 1530）
- 倫勃朗（Rembrandt，1606 - 1669）
- 安东尼·范戴克（Anthony van Dyck，1599 - 1641）
- 弗兰斯·哈尔斯（Frans Hals the Elder，1582 - 1666）
- 乔瓦尼·巴蒂斯塔·提埃坡罗（Giovanni Battista Tiepolo，1696 - 1770）
- 雅克-路易·大衛（Jacques-Louis David，1748 - 1825）
- 弗朗兹·克萨韦尔·温特哈尔特（Franz Xaver Winterhalter，1805 - 1873）
- 托马斯·劳伦斯（Thomas Lawrence，1769 - 1830）
- 約書亞·雷諾茲（Joshua Reynolds，1723 - 1792）
- 托馬斯·庚斯博羅（Thomas Gainsborough，1727 - 1788）
- 吉安·洛伦佐·贝尼尼（Gian Lorenzo Bernini，1598 - 1680）
- 桑德罗·波提切利（Sandro Botticelli，1445 - 1510）
- 安德烈亚·曼特尼亚（Andrea Mantegna，1431 - 1506）
- 让-奥诺雷·弗拉戈纳尔（Jean-Honoré Fragonard，1732 - 1806 ）
- 让·巴蒂斯特·西梅翁·夏尔丹（Jean-Baptiste-Siméon Chardin，1699 - 1779）

## 歷屆博物館管理人
- 1912年：埃米爾·貝爾托（Émile Bertaux）
- 1917年：皮埃爾·克拉摩根（Pierre Clamorgan）
- 1919年：皮埃尔·德·诺亚克（Pierre de Nolhac，1922年當選法兰西学会院士）
- 1937年：呂西安·西蒙（Lucien Simon，美術學院）
- 1943年：罗贝尔·普盖翁（Robert Poughéon，美術學院）
- 1955年：讓-加布里埃爾·多梅爾格（Jean-Gabriel Domergue，美術學院）
- 1962年：阿諾·多里亞（Arnaud Doria，美術學院）
- 1963年：朱利安·卡安（Julien Cain）
- 1974年：勒内·于格（René Huyghe，法國學院）
- 1993年：尼古拉·聖法爾·加諾（Nicolas Sainte Fare Garnot）
- 2015年：皮埃尔·居里（Pierre Curie）

## 各展廳

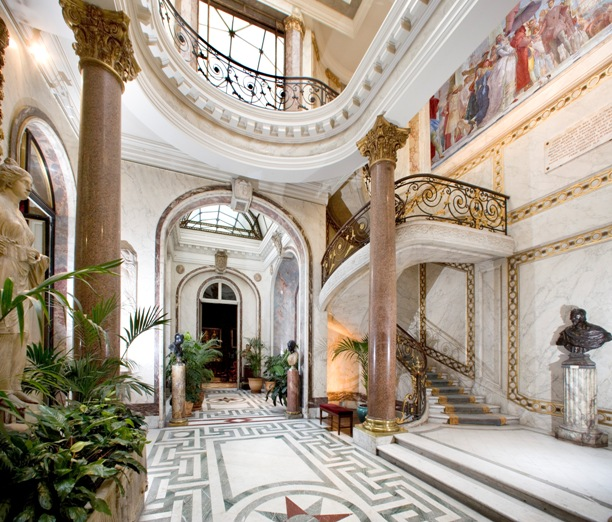
博物館一景

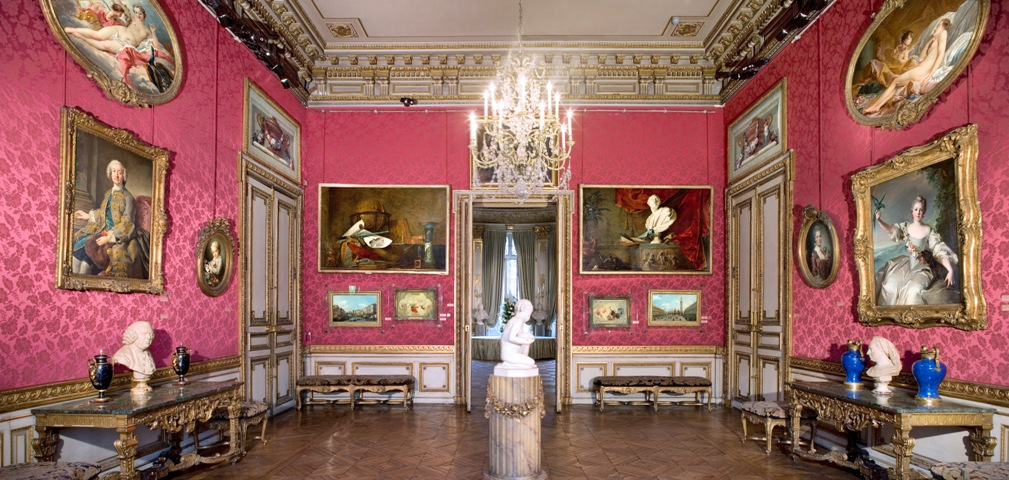
博物館一景

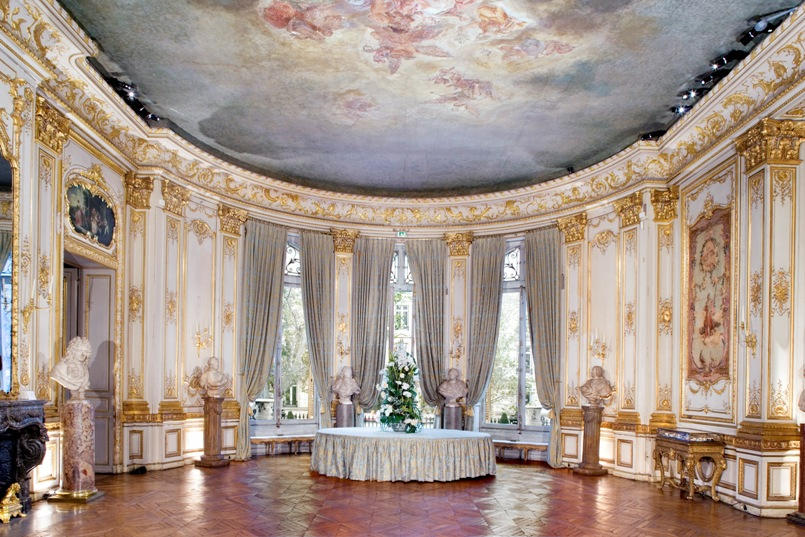
博物館一景

- 入口大廳
- 畫展
- 大沙龍
- 壁毯室
- 工作櫃
- 閨房
- 圖書館
- 音樂室
- 冬季花園和樓梯
- 薰香房
- 提埃波羅壁畫
- 音樂家畫廊
- 意大利博物館：
  - 雕塑廳；
  - 佛羅倫薩廳；
  - 威尼斯大廳。
- 夫人的房間
- 前廳和紳士的房間
- 餐廳（現為博物館餐廳）

## 博物館照片

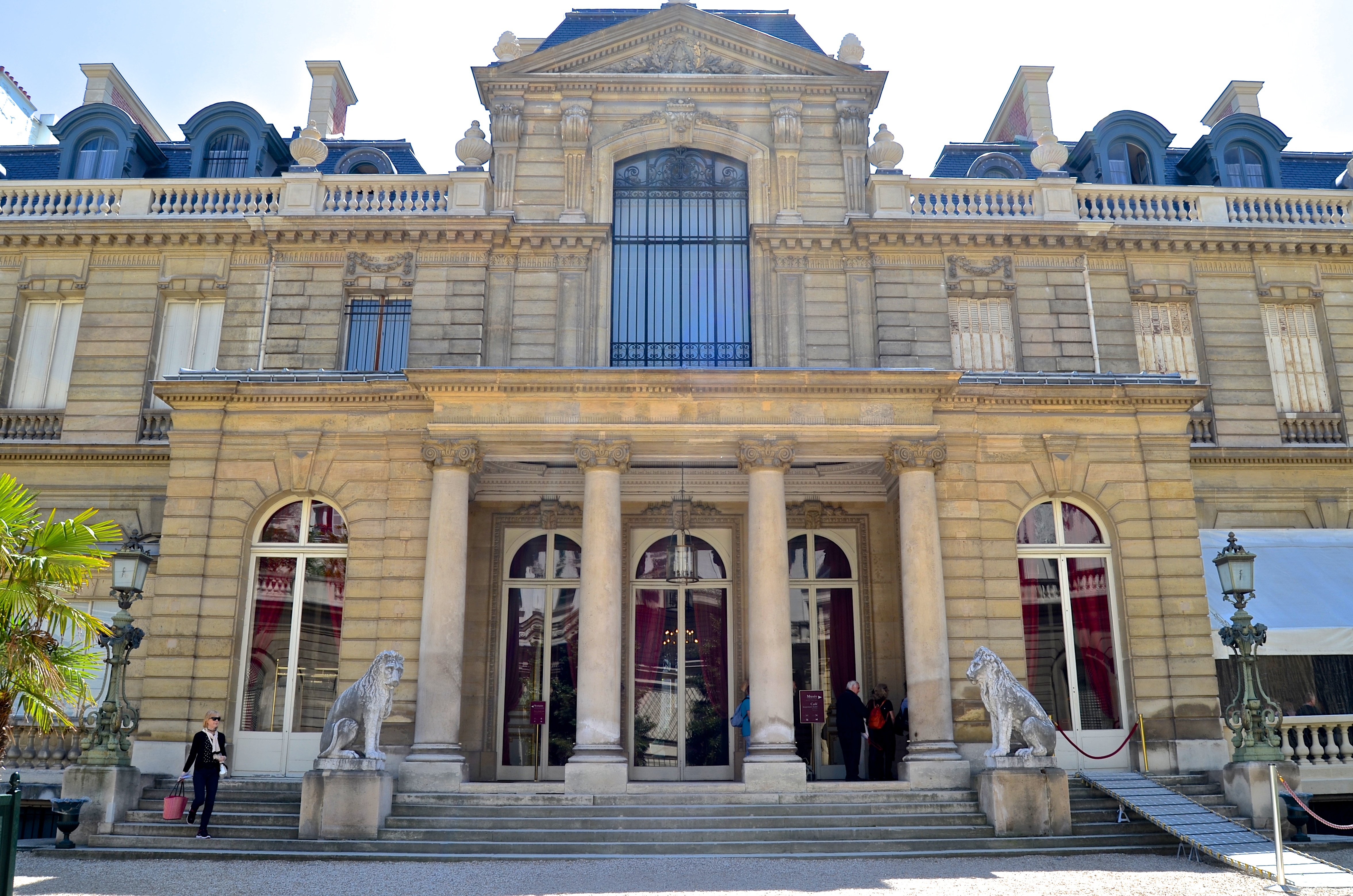
庭院門面。
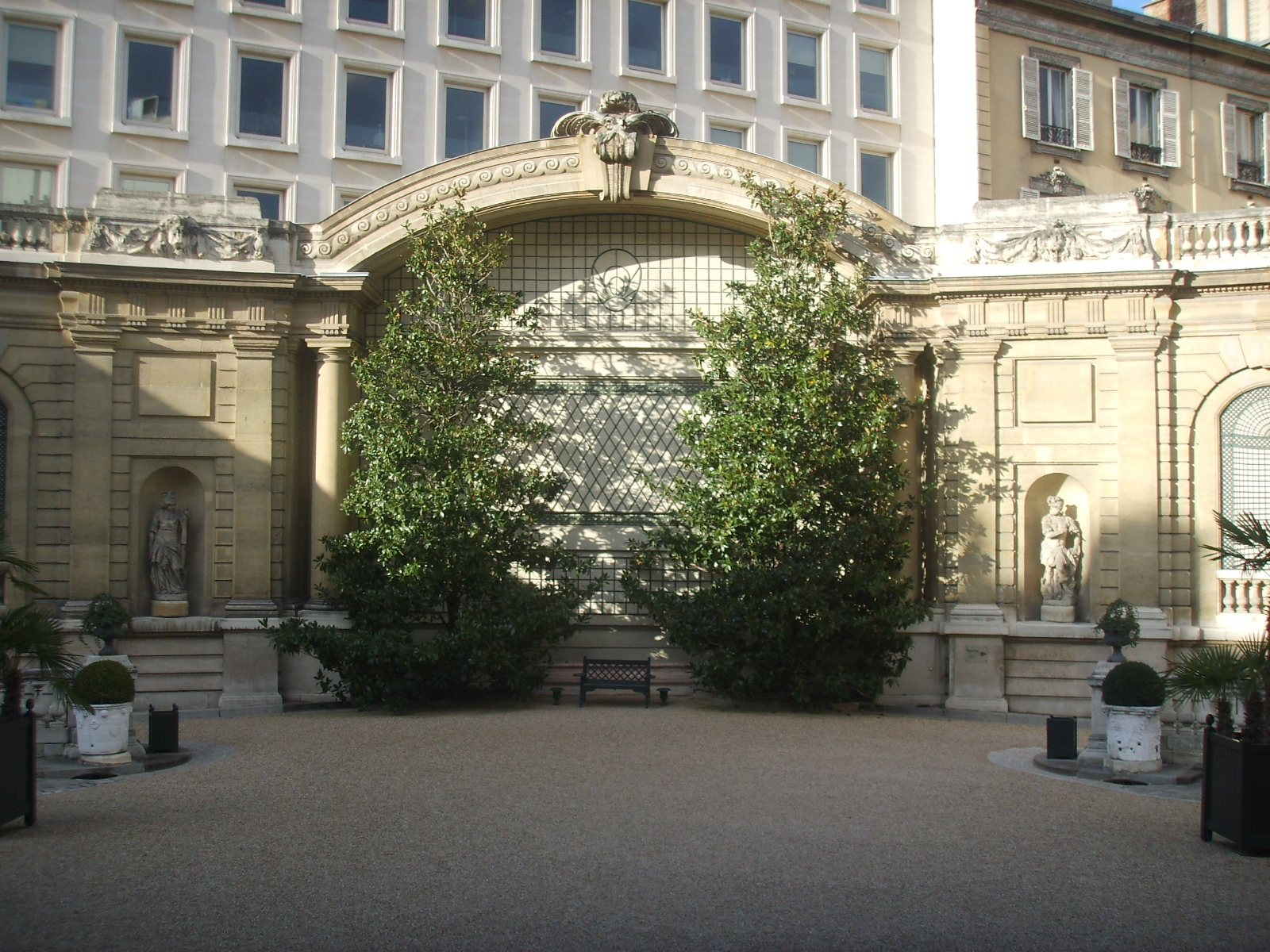
庭院。
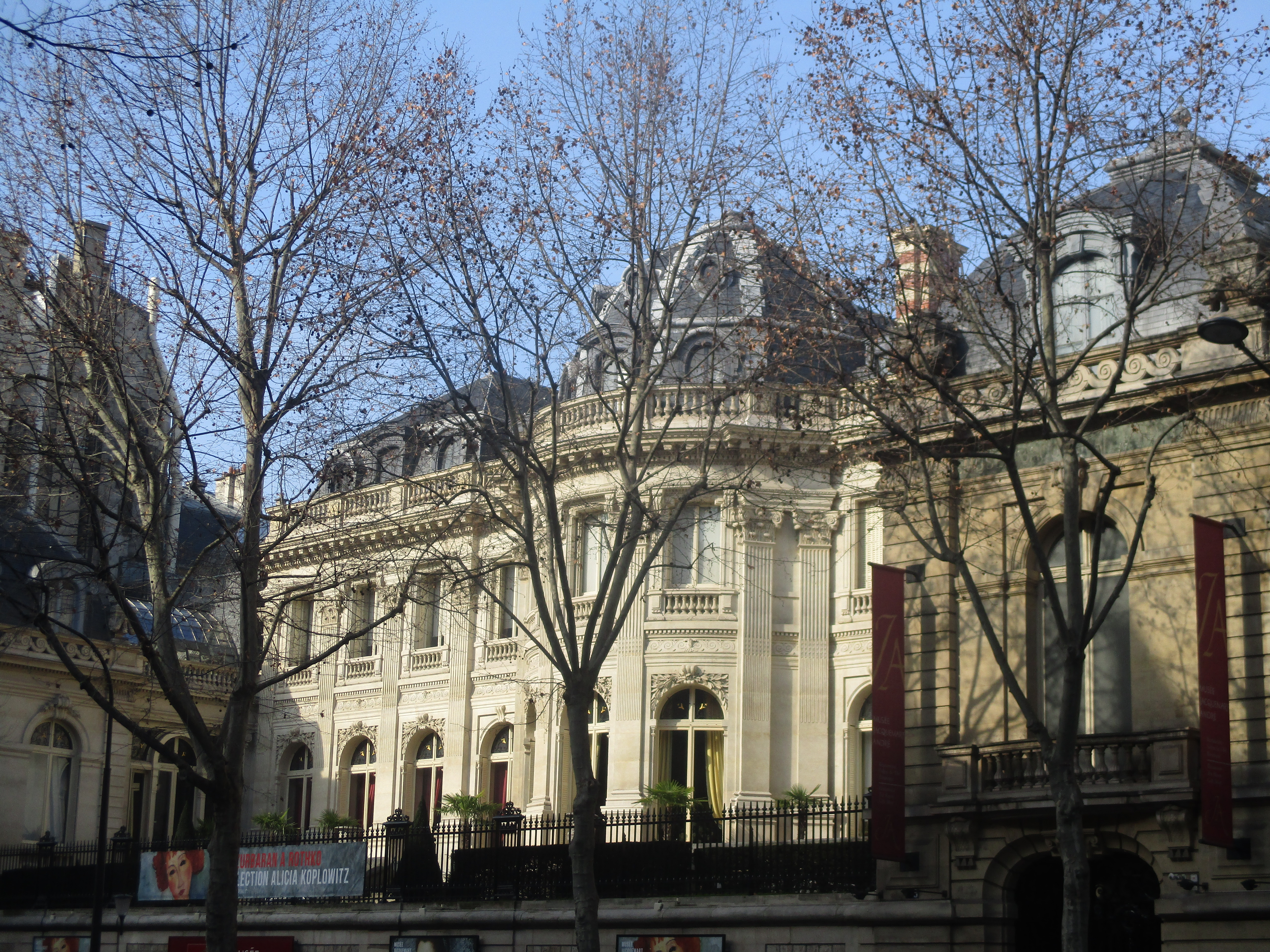
奧斯曼大道的立面。
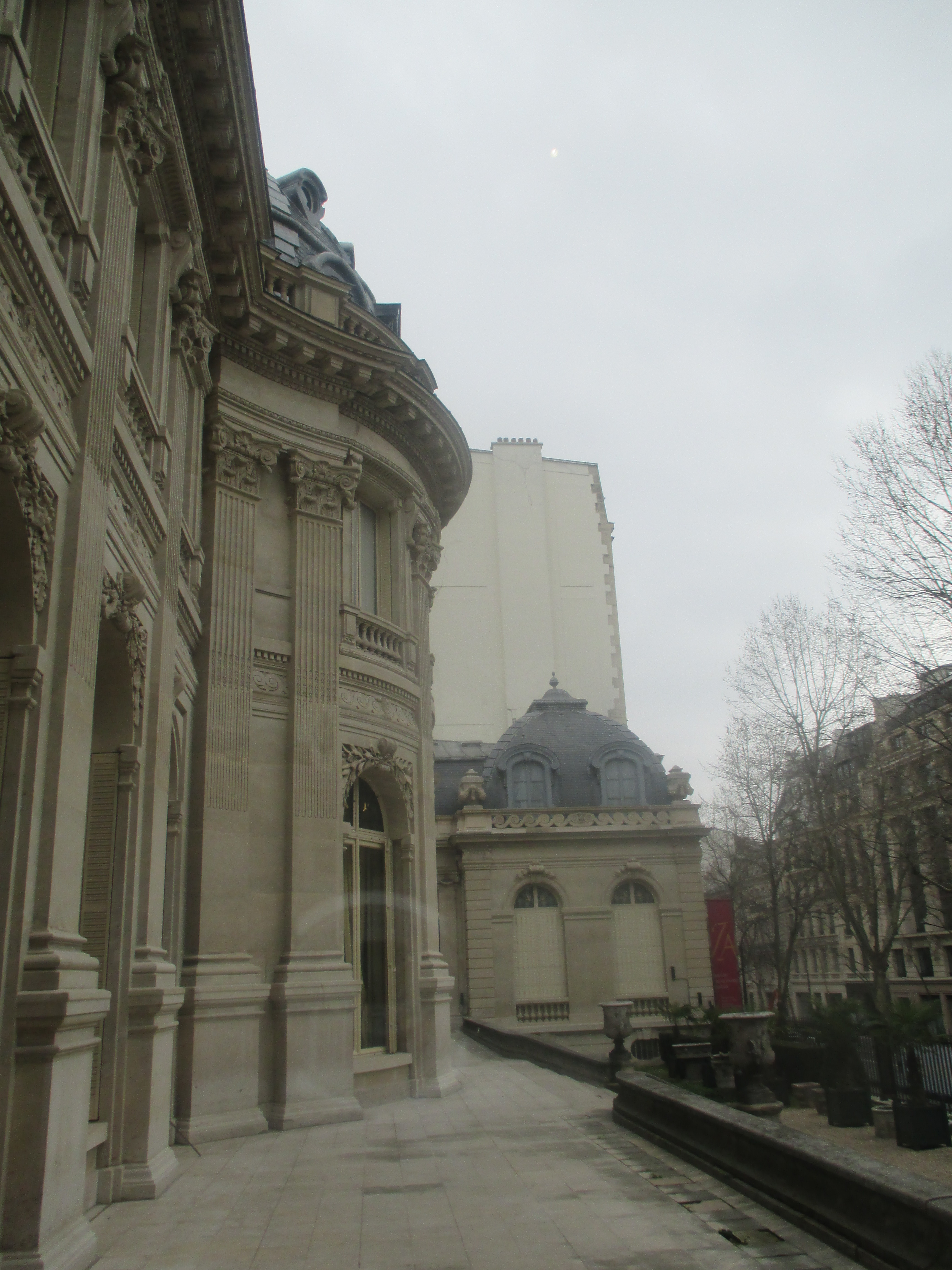
露台。
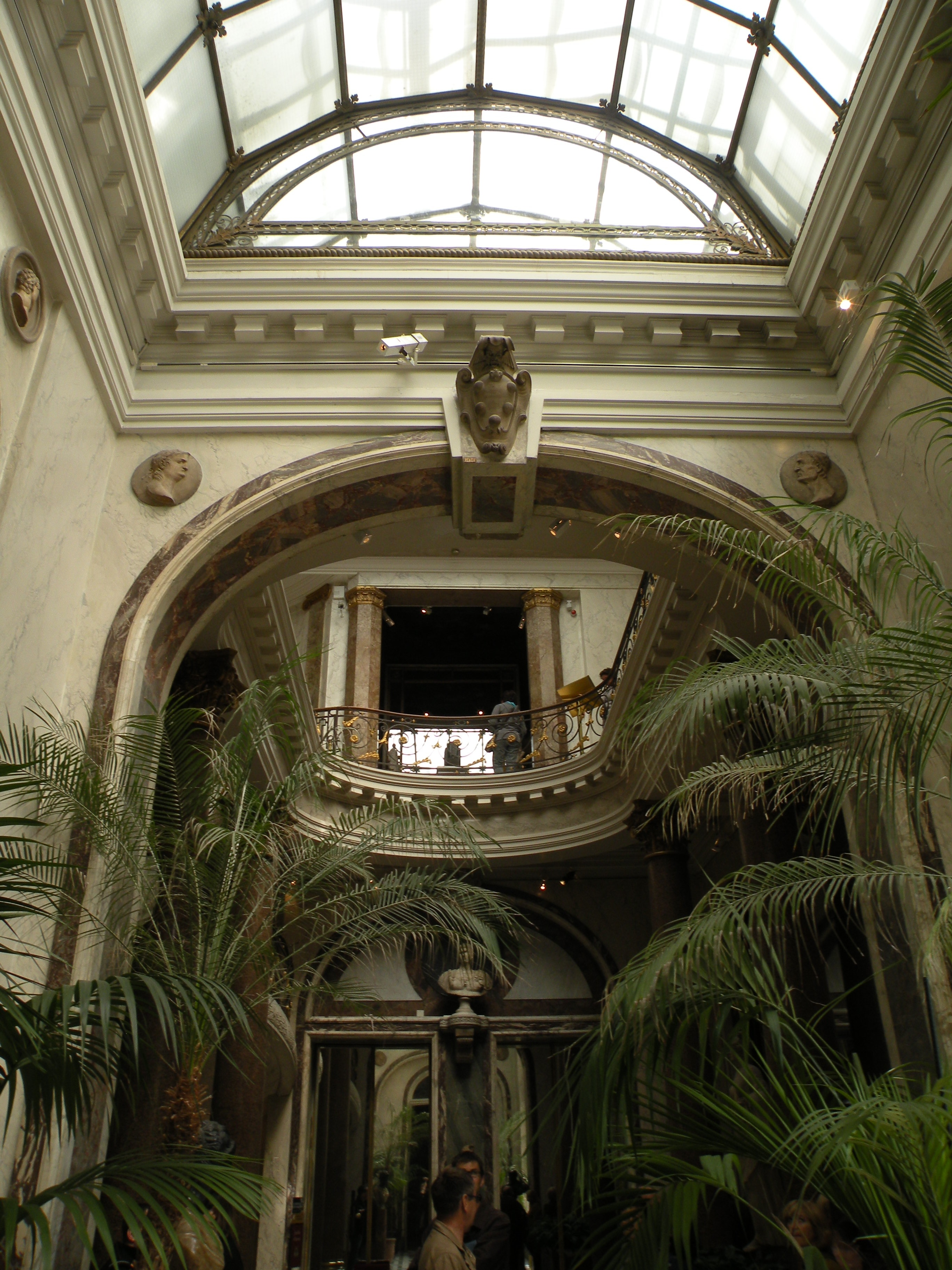
冬季花園
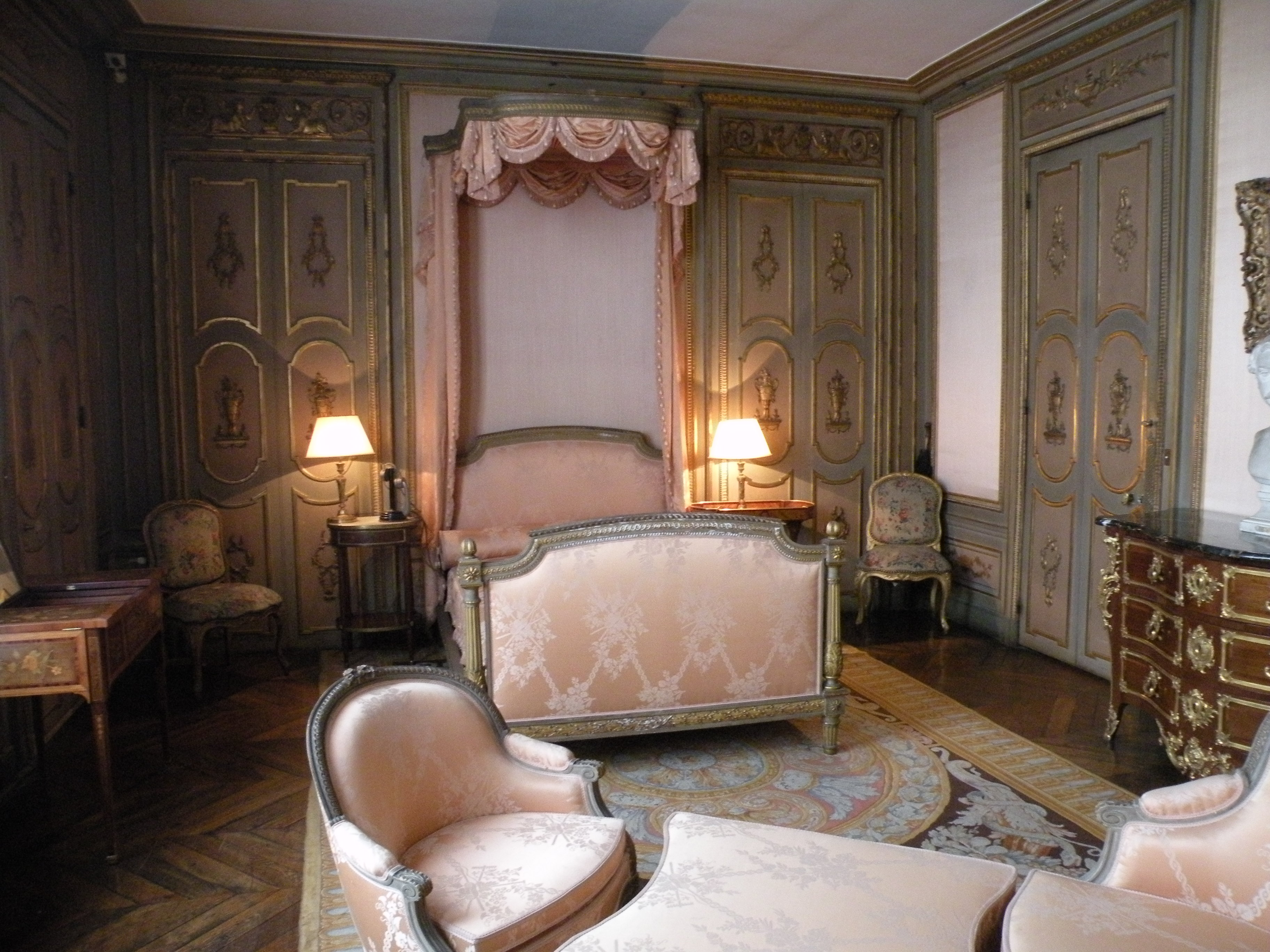
紳士的房間
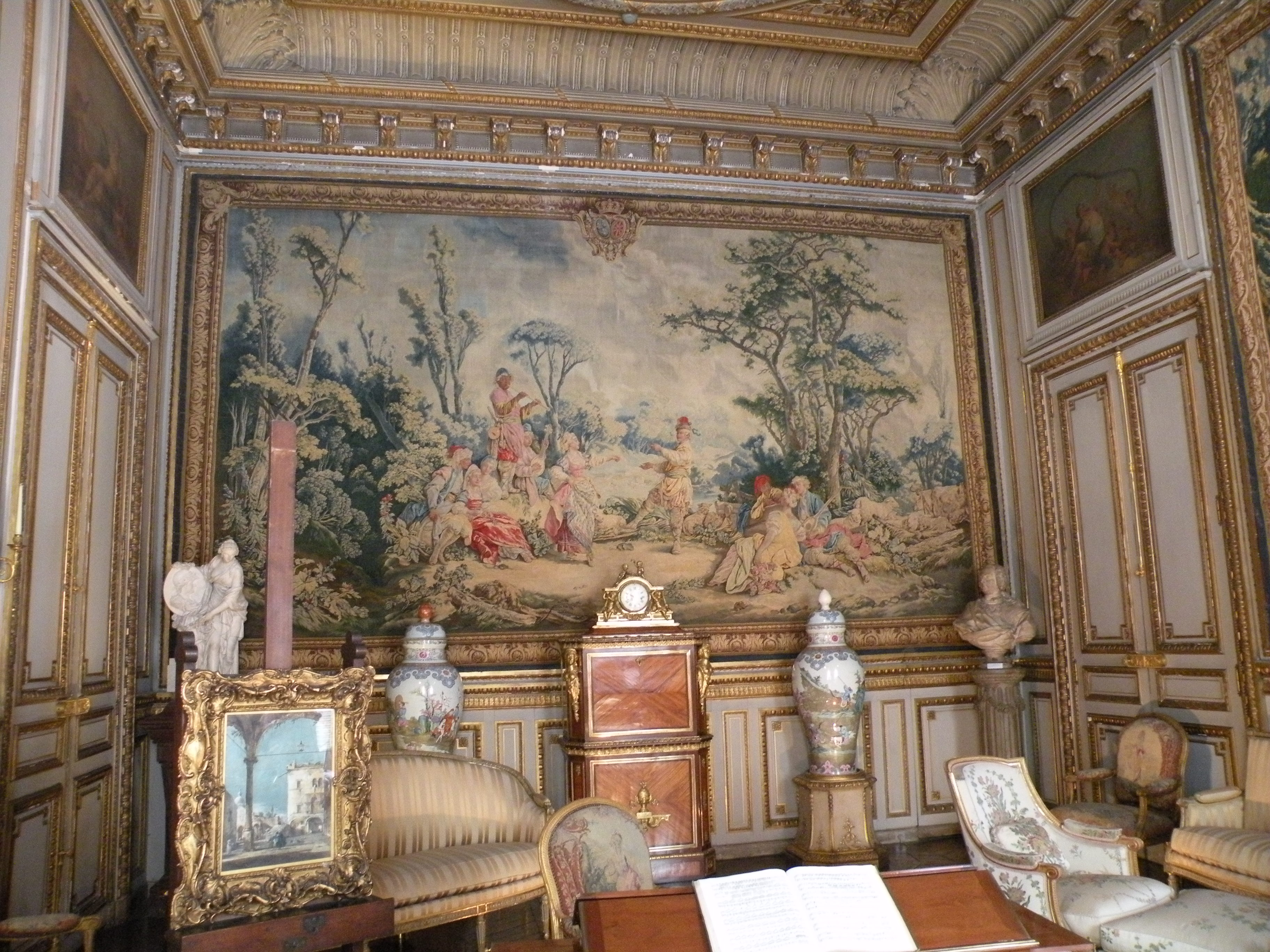
壁毯展
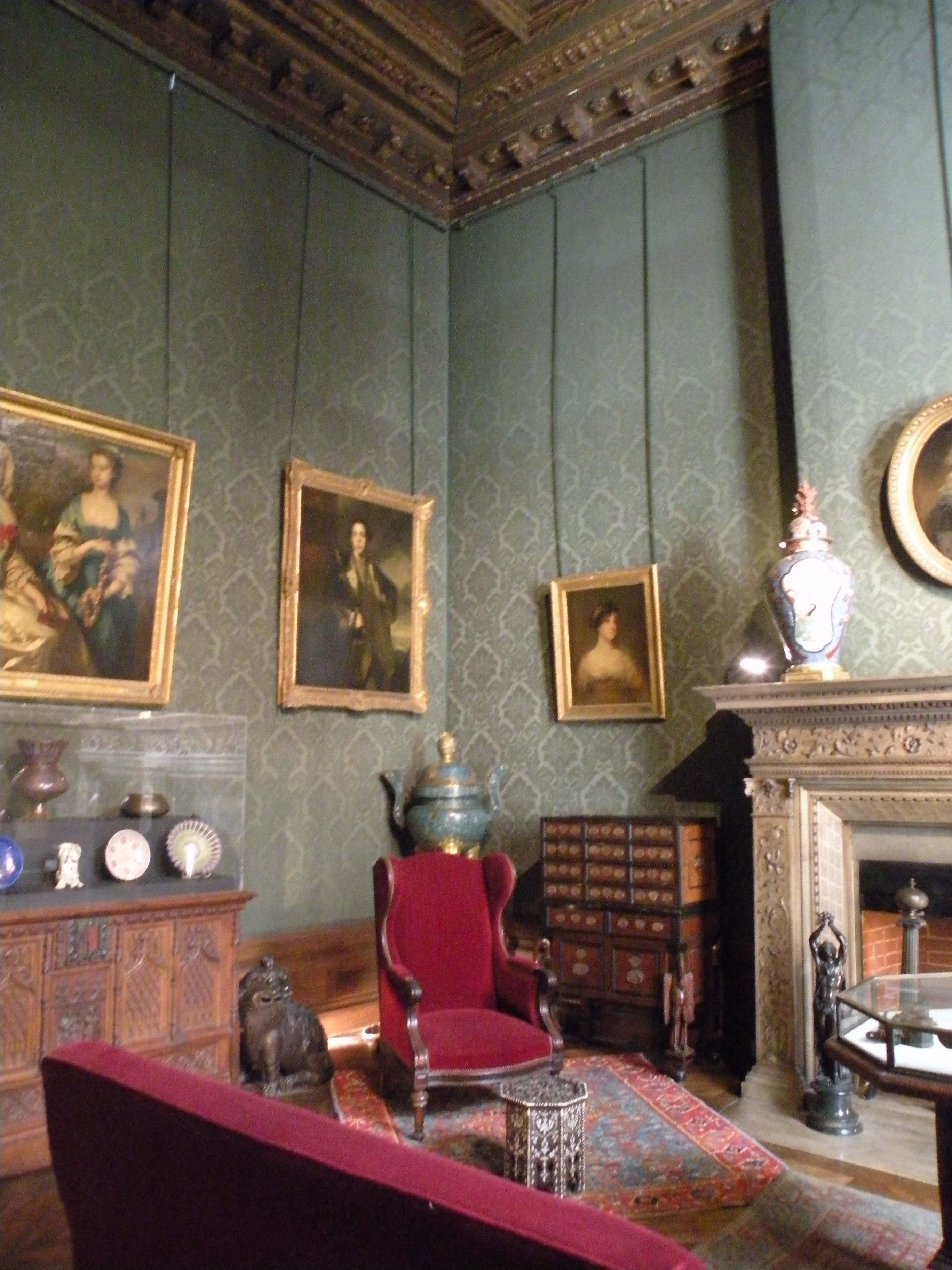
薰香房

## 交通資訊

### 巴黎地鐵
- 巴黎地鐵9號線鲁勒圣菲利普站

### 鐵道服務
- 法蘭西島大區快鐵（Réseau Express Régional，簡寫為RER）A線，Charles de Gaulle-Étoile 站

### 公共汽車
- 公車：22、43、52、54、28、80、83 號線

### 自行開車
- 博物館的Haussmann-Berri停車場，24小時營業

## 外部連結
- Musée Jacquemart-André website （页面存档备份，存于）
- 巴黎雅克馬爾-安德烈博物館 Musée Jacquemart-André（中文參考）
- 巴黎私藏景點 – 雅克馬爾-安德烈博物館（中文參考）